# Singularität (Geographie)
Als Singularität im geographischen Sinne wird ein geographisches Objekt bezeichnet, das sich deutlich von seiner Umgebung absetzt und für das Grundgefüge seiner umgebenden Landschaft nicht wesentlich ist. Dieses kann z. B. ein freistehender Vulkan oder  ein Zeugenberg in einer ansonsten flachwelligen Landschaft sein, in selteneren Fällen z. B. auch ein Grabenbruch, ein inselartiges Vorkommen landschaftsfremder Gesteine oder eine Tagebaugrube.

## Deutschland
In Deutschland findet der Begriff Singularität vor allem in der naturräumlichen Gliederung des Handbuchs der naturräumlichen Gliederung Deutschlands, insbesondere der verfeinernden Einzelblätter 1:200.000 Verwendung. In diesen heißt es einheitlich im Erläuterungstext zur jeweiligen Karte:

„Singularitäten im Sinne der naturräumlichen Gliederung sind vereinzelte, für das Grundgefüge einer naturräumlichen Einheit nicht wesentliche, in ihr aber auffällige(,) besondere landschaftliche Erscheinungen, z. B. eine vulkanische Erhebung in einer sonst nicht durch vulkanische Erscheinungen bestimmten Einheit.“

Der Geograph Heinrich Müller-Miny hatte 1958 die Bedeutung der Singularitäten für das natürliche Gefüge eines Raumes herausgearbeitet und vorgeschlagen, diese im Rahmen der naturräumlichen Gliederung durch ein Kartensymbol besonders zu kennzeichnen.

„Da die Singularität auch zum Gefüge, zum Muster oder Baustil einer Region gehört, verwendet man am besten das Präfix ‚Grund-‘, wenn man das Sich-Wiederholende und Typische meint. Danach ergäbe also erst naturräumliches Grundgefüge plus naturräumliche Singularität das naturräumliche Gefüge. Das Gesamtgefüge erst kennzeichnet eine Region und ihre Landschaft.“

Sie werden noch einmal geordnet in Singularitäten 4. bis 7. Ordnung. Eine Singularität 4. Ordnung ist singulär für ihre gesamte Haupteinheit (dreistellig), eine 5. bis 7. Grades für die jeweilige Untereinheit (1 bis 3 Nachkommastellen). Diese Feinuntergliederung wurde jedoch nur auf wenigen Einzelblättern explizit ausgeführt. 
Beispielsweise sind innerhalb des Blattes Coburg in je flachwelligen Landschaften die 641 und 679 m hohen Gleichberge als Singularität 4. Ordnung, d. h. als Singularität der Haupteinheit Grabfeld (1381), ausgewiesen, der 516 m hohe Muppberg als Singularität 5. Ordnung des Neustadt-Sonneberger Beckens (071.5), während die 449 m hohe Straufhain und die 405 m hohe Veste Heldburg (keine explizite Einordnung in 6. oder 7. Ordnung, jedoch dem Fließtext nach offenbar in der angeführten Reihenfolge auf die beiden Ordnungen fallend) nur Singularitäten innerhalb des Heldburg-Callenberger Forstes (117.32) darstellen, die Heldburg dabei auch nur nach Westen scharf heraus präpariert.
Diese Einordnungen sind jedoch stark von den Maßstäben des jeweiligen Bearbeiters abhängig. So wird der allgemein als singulär geltende Hohe Meißner (754 m) in Nordhessen nicht als Singularität geführt, da er nicht als Berg, sondern als eigenes (Teil-)Mittelgebirge eingestuft wird. Andere singuläre Objekte, z. B. der Dolmar (739 m) im Westen Thüringens, befinden sich in Gebieten, für die keine Einzelblätter erstellt worden sind, was fast den gesamten Osten Deutschlands betrifft.

### Exemplarische Liste für Hessen
Exemplarisch für mögliche Kriterien sind nachfolgend die innerhalb Hessens ausgewiesenen Singularitäten komplett aufgeführt.
- Alheimer (Zeugenberg)[4]
- Amöneburg (Vulkan)[6]
- Atzelstein (Doppelvulkan/Felsklippe, in der Höhe nicht herausragend)[7]
- Blaue Kuppe südsüdwestlich Eschweges (Vulkan)[4]
- Dünsberg (Kieselschieferhärtling)[6]
- Gleiberg (Vulkan)[6]
- Haukuppe nördlich von Hersfeld-Heenes (Vulkan)[7]
- Heiligenberg (Zeugenberg)[8]
- Isthaberg (Vulkan)[8]
- Leuchtberge bei Eschwege (Zeugenberge)[4]
- Grube Messel (Tagebaugrube)[9]
- Mühlbacher Aufbruch bei Mühlbach (Zechsteininsel)[7]
- Stoppelsberg (Vulkan)[7]
- Vetzberg (Vulkan)[6]
- Weidelsberg (Vulkan)[8]